# Massacres de Sinjar
Les massacres de Sinjar sont une série de tueries commises en août 2014 pendant la seconde guerre civile irakienne par les troupes de l'État islamique contre les populations yézidies. Lors de cette offensive, les hommes adultes sont systématiquement exécutés par les djihadistes, tandis que des milliers de femmes et d'enfants sont enlevés et convertis de force à l'islam pour une large part d'entre-eux. Les femmes et les jeunes filles sont réduites à l'esclavage sexuel, tandis que les jeunes garçons sont enrôlés comme enfants soldats.

## Déroulement

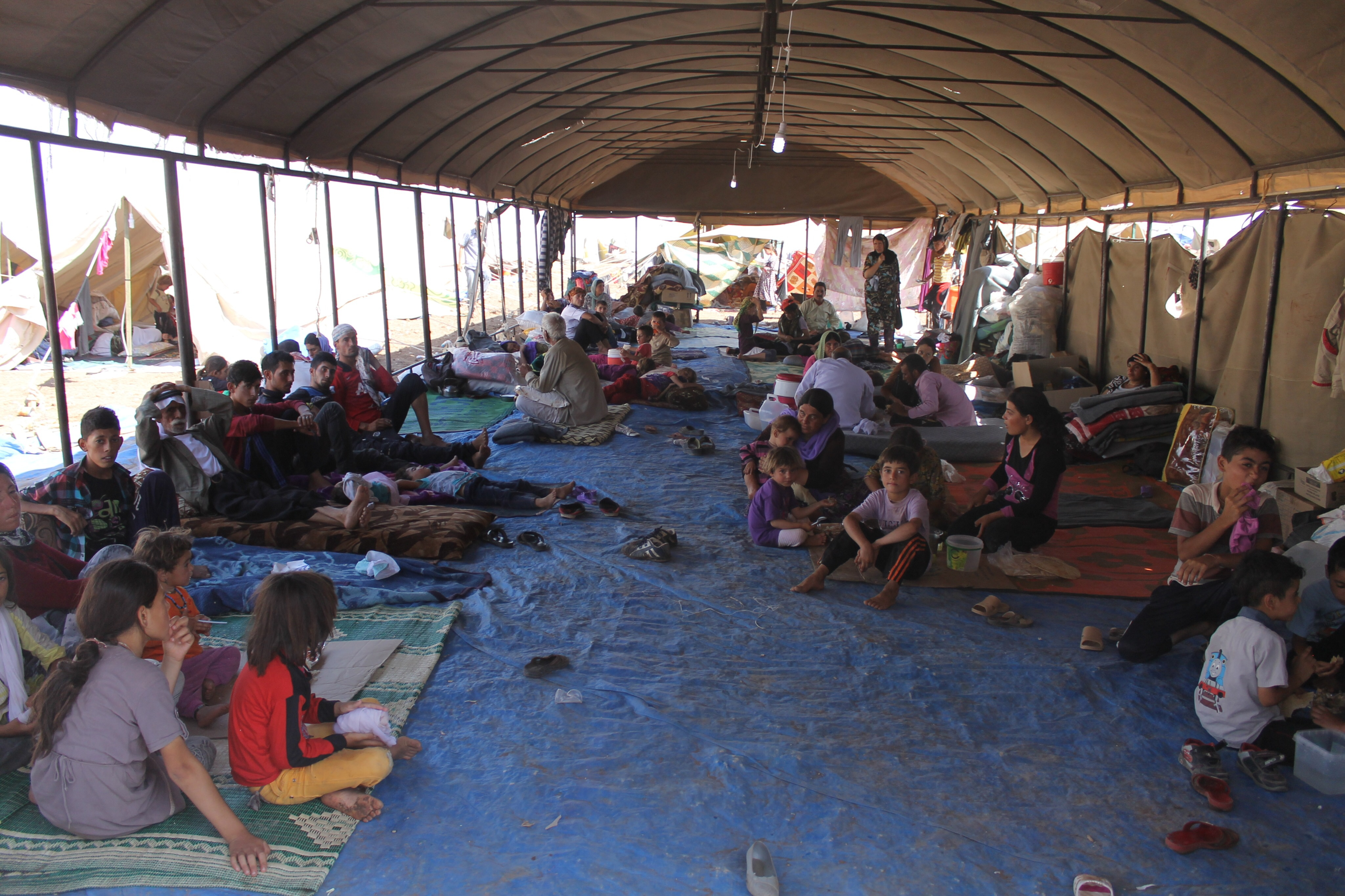
Réfugiés yézidis recevant des secours de l'International Rescue Committee au camp de Newroz en août 2014. Le camp se situe dans le gouvernorat de Hassaké, en Syrie, dans une zone contrôlée par les YPG.

Les 2 et 3 août 2014, les troupes de l'État islamique lancent subitement une offensive contre le Kurdistan irakien. À Sinjar, les peshmergas n'opposent guère de résistance, ils abandonnent la ville et se replient en bon ordre dans les zones montagneuses afin de recevoir des renforts ; un abandon qui est vécu comme une trahison par les habitants,.
Le village de Siba Cheikh Khedir, au sud-ouest de Sinjar, est l'un des premiers assaillis par les djihadistes : 250 hommes du clan local tentent de résister ; mais bientôt à court de munitions, ils sont capturés, exécutés et enterrés dans sept fosses communes ; cependant la plupart des femmes, des enfants et des hommes âgés parviennent à s'enfuir.
La ville de Sinjar est prise dès le 3 août par l'État islamique, provoquant la fuite de plusieurs milliers d'habitants : des Turkmènes chiites qui s'étaient réfugiés dans cette ville, mais surtout des Yézidis ; 600 000 membres de cette minorité vivent alors en Irak, dont 70% dans la région de Sinjar. Selon le Haut Commissariat des Nations unies pour les réfugiés, 20 000 à 30 000 réfugiés se retrouvent bloqués dans les montagnes, souffrant principalement du manque d'eau. Deux jours après la prise de la ville au moins 40 enfants sont morts de soif,,,.
La progression des djihadistes contre les forces du gouvernement régional du Kurdistan pousse cependant les États-Unis à intervenir. À partir du 7 août, l'aviation américaine bombarde les positions de l'EI. Parallèlement aux frappes, les Américains effectuent également des largages d'aide humanitaire dans les montagnes de Sinjar.
Le 10 août 2014, le gouvernement irakien affirme que 500 Yézidis, dont des femmes et des enfants, ont été massacrés par les djihadistes de l'EI, puis enterrés dans une fosse commune, encore vivants pour certains. De plus 300 femmes auraient également été réduites en esclavage. Selon Vian Dakhil, députée yézidie irakienne, 520 à 530 femmes sont retenues dans la prison de Badoush, à Mossoul.
Des hélicoptères du gouvernement régional du Kurdistan se rendent également dans les montagnes pour distribuer de l'aide humanitaire et évacuer des réfugiés. Mais le 12 août un appareil, qui transportait notamment la députée Vian Dakhil, s'écrase accidentellement lors de son redécollage. Le pilote est tué et une vingtaine de passagers blessés, dont Vian Dakhil. Ils sont finalement secourus par deux autres hélicoptères.

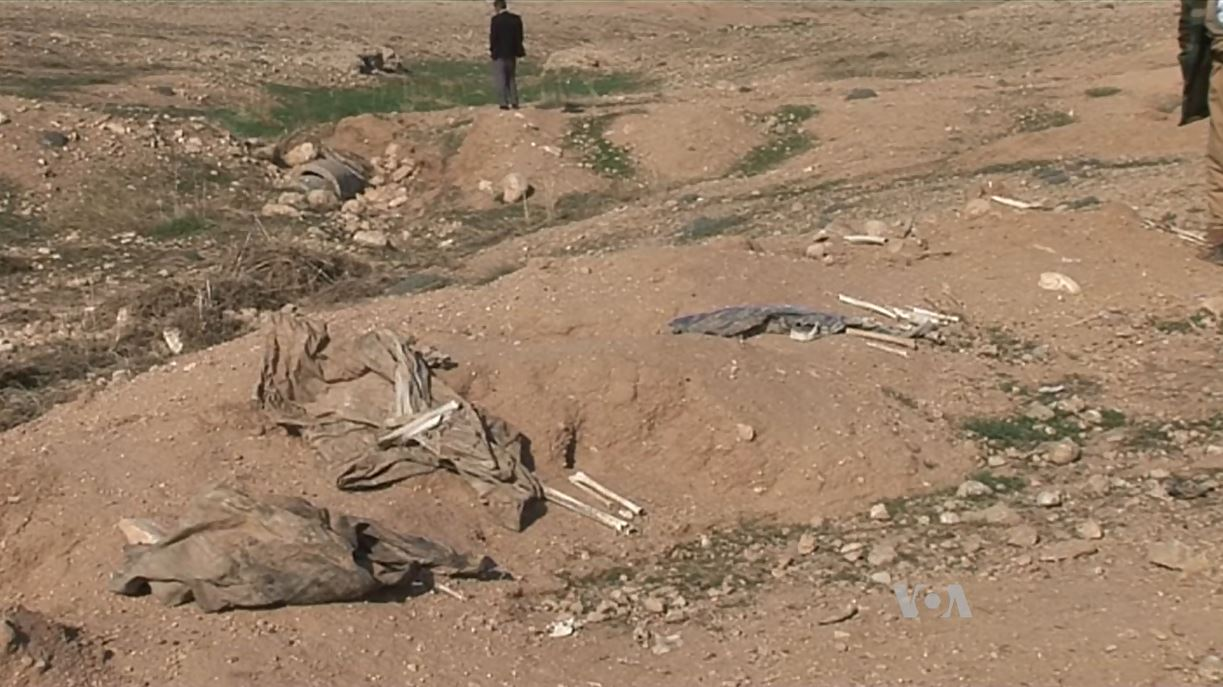
Le charnier du village de Qinei, près de Sinjar, en décembre 2015. Des ossements ont émergé des tombes où plusieurs dizaines de yézidis avaient été enterrés après avoir été massacrés.

Environ 20 000 réfugiés yézidis parviennent cependant à s'échapper des montagnes, en passant par la Syrie ; ils regagnent ensuite le Kurdistan irakien avec l'aide des peshmerga et des YPG. 2 000 autres trouvent refuge en Turquie.
Au total, au moins 100 000 yézidis trouvent refuge en août dans le Kurdistan turc. Ils s'installent illégalement en Turquie, mais bénéficient de la protection des mairies kurdes.
Une vingtaine d'hommes des Special Forces américaines sont également envoyés dans les montagnes. Le 14 août, le contre-amiral John Kirby, porte-parole du département de la Défense des États-Unis déclare que selon l'estimation des bérets verts, 4 000 à 5 000 Yézidis sont encore présents dans les montagnes, dont peut-être près de 2 000 sédentaires.
Le même jour, le président américain Barack Obama déclare que le siège des djihadistes est brisé : « La situation dans les montagnes s’est beaucoup améliorée et nous avons brisé le siège de l’EI dans les monts Sinjar et avons sauvé beaucoup de vies innocentes ».
Mais le 15 août, les djihadistes de l'EI attaquent le village de Kocho, majoritairement peuplé de Yézidis, ils massacrent au moins 81 hommes et capturent les femmes et les enfants,,. Parmi ces derniers figurent notamment Nadia Murad et Lamia Haji Bachar.
Le frère du maire du village, Nayef Jassem, rapporte d'après les récits de survivants :

« Ils ont séparé les femmes et les enfants des hommes. Ils ont mis les femmes et les enfants dans un hall et les hommes de l’autre côté. Ils ont pris leurs papiers d’identité, leur or, tout ce qu’ils avaient. Puis ils ont emmené les hommes groupe par groupe un peu en dehors du village, en voiture, et ils les ont tués jusqu'à ce qu’il n’y ait plus un homme dans le village. Ensuite, ils ont mis les femmes dans des voitures pour aller quelque part vers Sinjar, je ne sais pas où ils les retiennent. »

Les femmes de Kocho âgées de plus de 55 ans sont également mises à mort. Elles sont conduites au nombre de 76 dans la ville de Sinjar, puis fusillées et enterrées dans une fosse commune près de l'institut technique universitaire.
Dans de nombreux cas, les djihadistes forcent la population yézidie à se convertir à l'islam. Ceux qui refusent sont immédiatement exécutés. Plusieurs centaines ayant accepté la conversion sont déplacés de forces dans des villages proches de Tall Afar désertés par la population chiite. Cependant, dès avril 2015, les femmes et les enfants déplacés sont vendus comme esclaves tandis que les hommes et garçons âgés de plus de douze ans sont portés disparus, probablement exécutés.

## Esclavage

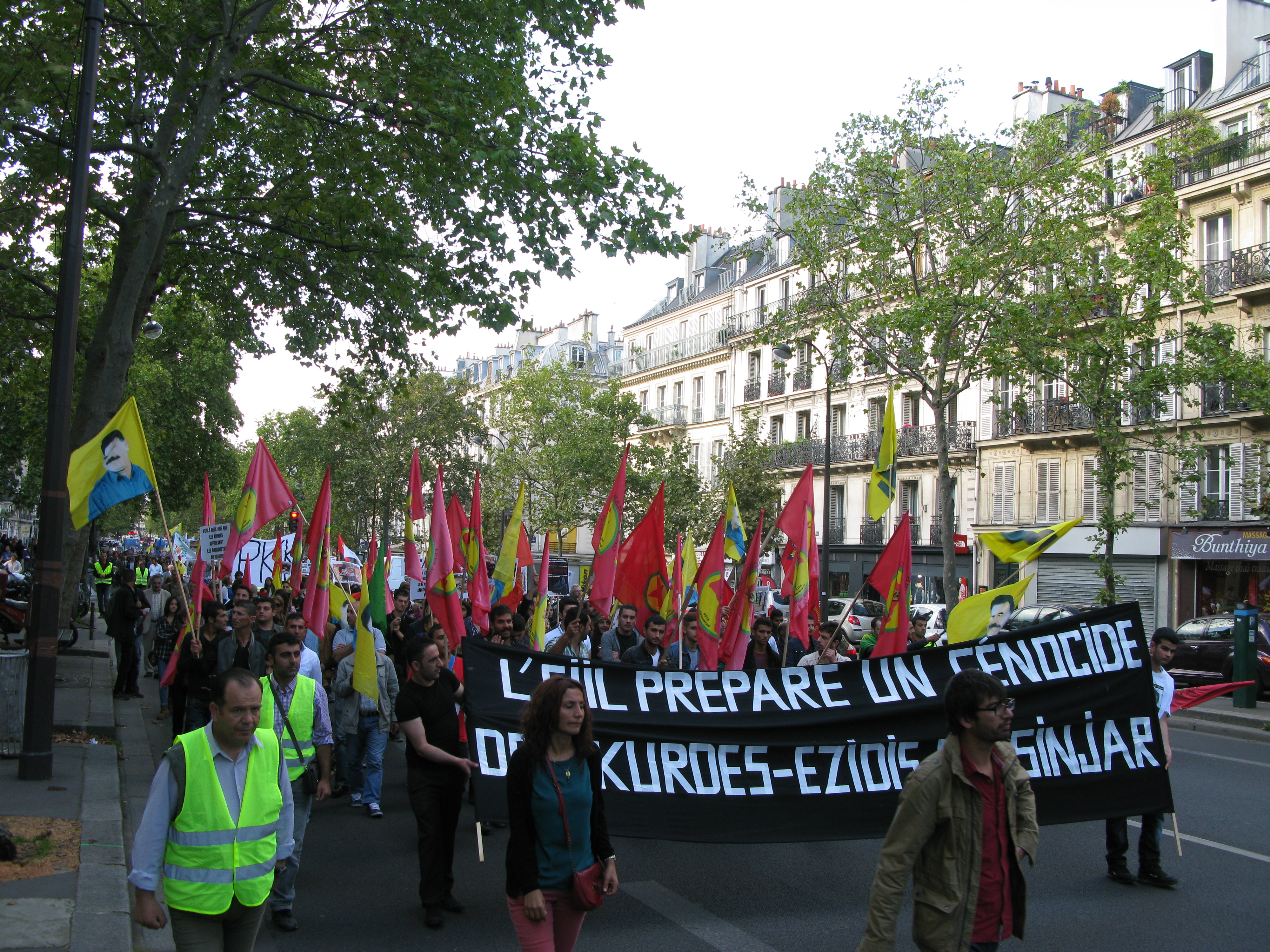
Manifestation à Paris contre la persécution des Kurdes et des Yézidis le 23 août 2014.

Selon le Haut-Commissariat des Nations unies aux droits de l'homme, plus de 2 500 personnes, principalement des Yézidis, ont également été enlevées par l'EI dans la province de Ninive au début du mois d'août. La Haut-commissaire Navi Pillay déclare que ces personnes ont été conduites vers Tall Afar et Mossoul et converties de force à la religion musulmane. Elle indique également que : « Selon des témoins, les hommes qui ont refusé de se convertir ont été exécutés, tandis que les femmes et leurs enfants ont été réduits en esclavage ou menacés d'être vendus ».
Selon l'Observatoire syrien des droits de l'homme (OSDH), l'État islamique « a réparti entre ses combattants 300 filles et femmes de la communauté yazidie qui avaient été enlevées en Irak ces dernières semaines. Parmi ces 300 femmes, au moins 27 ont été vendues et mariées à des membres de l'EI dans les provinces septentrionales d'Alep et de Raqqa et dans celle de Hassaka. […] Chaque femme a été vendue contre un montant de 1.000 dollars, après avoir été convertie à l'islam ». L'ODSH déclare cependant ne pas connaître avec précision la situation de la plupart des captives, mais indique que les femmes sont considérées comme des « prisonnières de guerre » et « sont traitées comme si elles étaient des biens matériels ». D'après le porte-parole du ministère irakien des Droits de l'homme, 700 femmes yézidies auraient également été vendues à Mossoul.
D'après un rapport de la Fédération internationale pour les droits humains (FIDH) et de l'ONG irakienne Kinyat publié en octobre 2018, plusieurs femmes sont vendues à des djihadistes étrangers, notamment des Saoudiens, des Libyens, des Tunisiens, des Libanais, des Jordaniens, des Palestiniens, Yéménites, des Français, des Allemands, des Américains et des Chinois,,.
Plusieurs esclaves yézidies se suicident au cours de leur captivité,, d'autres parviennent à être rachetées par leurs familles.
Dans la société yézidie, le viol est considéré comme déshonneur et peut parfois conduire à des crimes d'honneur, cependant Baba Cheikh, le chef spirituel des yézidis, appelle les membres de sa communauté à respecter les femmes enlevées par les djihadistes et à les considérer comme des victimes. En avril 2019, le Conseil spirituel suprême des Yézidis, dirigé par Hazem Tahsin Said, décide que les enfants nés des viols ne seront pas acceptés dans la communauté,.

## Bilan humain

### Estimations de l'ONU
Selon l'ONU plusieurs milliers de membres de cette communauté ont été tués ou réduits en esclavage,. Le 19 janvier 2016, l'ONU déclare qu'elle estime que 3 500 esclaves sont détenus par l'EI, en grande majorité des femmes et des enfants yézidis. En août 2016, l'ONU estime que les massacres à Sinjar ont fait entre 2 000 et 5 500 morts des hommes en particulier et que plus de 6 000 personnes ont été enlevées, en grande majorité des femmes et des enfants,.

### Estimations des autorités kurdes irakiennes
Selon les chiffres du bureau des affaires yézidies du gouvernement régional du Kurdistan, 3 455 femmes ont été enlevées par l'EI. À la date du 15 mars 2015, 974 Yézidis sont parvenus à s'échapper, dont 513 femmes et 304 enfants.
En août 2015, le gouvernement régional du Kurdistan dresse un bilan et affirme sur les 550 000 yézidis irakiens, 400 000 ont été déplacés par les combats, 1 500 sont morts et 4 000 sont retenus en captivité. En avril 2016, selon le bureau des affaires yézidies, sur les 357 000 déplacés issus de la communauté, 120 000 ont émigré à l'étranger.
En octobre 2016, Amnesty International estime que 3 800 femmes et enfants sont toujours captifs « selon certains politiciens, militants et prestataires de services de santé locaux ».
En décembre 2017, alors que l'État islamique ne contrôle plus que quelques poches en Syrie, le ministère des Affaires religieuses de la région autonome du Kurdistan irakien déclare que 3 210 yézidis, dont 1 507 femmes et filles et 1 703 hommes ou jeunes garçons, sont toujours portés disparus sur les 6 417 personnes enlevées par les djihadistes dans la région de Sinjar,. Le nombre de yézidis ayant été secourus ou étant parvenus à s'enfuir est alors de 3 207. Les autorités kurdes déclarent également que les massacres ont fait 2 525 orphelins, dont 1 759 ayant perdu leur père, 407 leur mère, 359 ayant perdu leurs deux parents. De plus, 220 enfants ont leurs parents toujours captifs de l'EI.

### Estimations de PLOS Medicine
Selon une étude publiée en mai 2017 par PLOS Medicine, le génocide a fait 3 100 morts au sein de la communauté yézidie, dont 1 400 victimes ayant péri lors des massacres, 1 700 autres ayant succombé à la faim, à la soif ou des suites de blessures lors du siège du mont Sinjar,. Dans cette étude, le nombre des personnes enlevées est également estimé à 6 800. L'ONG Yazda affirme pour sa part en août 2017 que sur les 320 000 réfugiés de 2014, seulement 50 000 sont restés ou sont retournés à Sinjar, 180 000 vivent toujours au Kurdistan irakien et 90 000 se sont enfuis vers l'Europe.

### Autres estimations
Selon la journaliste kurde Nareen Shammo, 7 400 Yézidis ont été capturés par les djihadistes dont 4 011 sont identifiés et parmi lesquels se trouvent 2 500 femmes. En août 2015, Rukmini Callimachi, journaliste de The New York Times, indique qu'au total, selon les leaders de la communauté yézidie, 5 270 femmes sont enlevées pendant l'année 2014 et 3 144 sont toujours captives à cette date.

## Qualification de génocide et de crimes contre l'humanité
Le 21 octobre 2014, Ivan Šimonović, secrétaire général adjoint aux droits de l'homme des Nations unies déclare que les exactions commises par l'État islamique contre les yézidis pourraient constituer une « tentative de génocide ». Le 19 mars 2015, le Haut-Commissariat des Nations unies aux droits de l'homme affirme à son tour dans un rapport que les attaques de l'EI contre la minorité yézidie « pourraient constituer un génocide ». Dans un rapport publié en octobre 2018, la Fédération internationale pour les droits humains (FIDH) estime également que les faits peuvent être qualifiés de génocide et de crimes contre l'humanité,,. Patrick Baudouin, président d'honneur de la FIDH, déplore cependant que la notion de crime contre l'humanité n'existe pas dans la législation irakienne et que les poursuites soient uniquement menées sur la base d'accusations de terrorisme. Il appelle également les juridictions nationales françaises, allemandes et britanniques à ne pas se limiter à des accusations de « terrorisme » mais à engager aussi des poursuites pour « crimes contre l'humanité »,.

## Suites
Le 17 janvier 2015, l'État islamique libère 350 yézidis qui étaient détenus à Mossoul. Selon un journaliste de Reuters, il s'agit principalement de personnes âgées, de malades, de handicapées, ainsi que quelques bébés atteints de maladies graves. Ils sont conduits à Haouidja, puis ils peuvent gagner Kirkouk, tenue par les peshmergas,. Le 6 avril, 227 autres yézidis, dont des femmes et des enfants, sont relâchés par l'EI au nord-ouest de Kirkouk, semble-t-il à la suite de négociations entre les Kurdes et des cheikhs tribaux à Haouija,.

### Charniers
Le 31 janvier 2015, près de Sinuni, au nord du Mont Sinjar, les peshmergas découvrent un charnier contenant les corps de 25 yézidis, hommes, femmes et enfants, tués par balles ou au couteau.
La ville de Sinjar est reprise par les forces kurdes le 13 novembre 2015. Mais le lendemain de cette reconquête, les Kurdes découvrent une fosse commune contenant les corps de 70 femmes yézidies exécutées par les djihadistes en août 2014,. Le 28, un autre charnier contenant 123 corps est découvert 10 kilomètres à l'ouest de la ville, à cette date six charniers ont été trouvés aux alentours de la ville et 15 en tout dans l'ensemble de la région,. En novembre 2016, un charnier contenant les corps de 18 Yézidis est découvert dans le village de Chababit. En novembre 2017, un autre charnier contenant les corps de 73 hommes, femmes et enfants est découvert à son tour dans le village de Ramboussi, à cinq kilomètres de Qahtaniya (en). Début décembre, deux autres fosses communes sont trouvés au sud de Sinjar : l'une à Kaboussi, contenant les corps d'environ 20 femmes et 40 enfants ; et l'autre dans le complexe résidentiel de Jazira, avec environ 80 corps. En décembre 2017, les autorités du Kurdistan irakien affirment avoir recensé 47 charniers. En mars 2019, le nombre de charniers recensés dans la région de Sinjar est de 73 selon l'ONU.
Fin mai 2017, partis de la région de Tall Afar, les milices chiites des Hachd al-Chaabi progressent vert la frontière syrienne au nord d'Al-Baaj. Plusieurs villages yézidis sont repris, notamment celui de Kocho le 25 mai,,.
En Syrie, les YPJ affirment avoir recueilli 129 yézidies entre 2015 et 2018, selon une de leurs porte-paroles, Nisrine Abdallah
Beaucoup de Yézidis n'osent cependant pas regagner la région de Sinjar, d'autant que la zone est le théâtre de tensions entre les groupes liés au PKK et les peshmergas du PDK. La plupart des Yézidis demeurent réfugiés dans la région de Dohuk, certains tentent de gagner l'Europe.
Le 28 février 2019, les Forces démocratiques syriennes affirment avoir découvert un charnier dans la région de Baghouz contenant plusieurs dizaines de corps, pour la plupart décapités. Les victimes, en majorité des femmes, pourraient être des yézidies enlevées lors des massacres de Sinjar en 2014.
Environ 200 à 300 femmes et enfants yézidis sont secourus par les Forces démocratiques syriennes dans les derniers mois de l'offensive de Deir ez-Zor qui aboutit le 23 mars 2019 à la chute à Baghouz du dernier territoire contrôlé par l'État islamique en Syrie,.
Le 15 mars 2019, un premier charnier est exhumé à Kocho, en présence de Nadia Murad.

#### Reportages vidéos
- [vidéo] VIDEO. Le cri de désespoir d'une députée yézidie en pleurs devant le Parlement irakien, Francetv info, 9 août 2014.
- [vidéo] VIDEO. Irak : l'impressionnant sauvetage de Yézidis par un hélicoptère irakien, Francetvinfo, 12 août 2014.
- Pascale Bourgaux et Julie Darde, Kurdistan irakien : femmes prisonnières et esclaves. Diffusé dans le magazine Envoyé spécial, le 18 décembre 2014.
- [vidéo] La vie après les massacres de l’EI - Sur la route de Mossoul (2/3), Vice news, 15 juin 2015..

#### Documentaires
- [vidéo] Victimes de Daesh, RT, 29 octobre 2015.

#### Enquêtes
- Rukmini Callimachi, L'"État Islamique" et la théologie du viol : l'enquête édifiante du New York Times, New York Times et Rtbf.be, 14 août 2015.

#### Cartographie
- (en) Islamic State mass graves in Iraq and Syria, AP, 30 août 2016.

#### Rapports
- Irak : un nettoyage ethnique est en cours, Amnesty International, 2 septembre 2014.
- Irak : l'enfer des femmes Yézidies, esclaves sexuelles de "l'État islamique", Amnesty International, 23 décembre 2014..
- Irak : Des ex-captives de l'État islamique décrivent une politique de viols systématiques, Human Rights Watch, 15 avril 2015.
- Irak : les Yézidies, négligées par la communauté internationale, Amnesty International, 12 octobre 2016.
- Irak : Crimes sexuels contre la communauté yézidie : le rôle des djihadistes étrangers de Daesh, Fédération internationale pour les droits humains et Kinyat, octobre 2018.

#### Témoignages
- "J'ai été donnée comme cadeau à l'État islamique", Francetvinfo, 12 septembre 2014.
- Flore Olive et Alfred Yaghobzadeh, Paris Match : Les femmes esclaves de l'État islamique 1/2, Paris Match, 29 novembre 2014.
- Flore Olive et Alfred Yaghobzadeh, Les femmes esclaves de l'État islamique 2/2, Paris Match, 30 novembre 2014.
- Célia Mercier, «Le but de Daech était de ne laisser aucune fille vierge», Libération, 3 décembre 2014.
- Thierry Oberlé, Les récits effroyables des esclaves de l'État islamique, Le Figaro, 16 juin 2017.
- Hélène Sallon, Nadia, Hania, « survivantes » yézidies, racontent l’horreur de leur captivité sous l’État islamique, Le Monde, 26 décembre 2017.